# Vicente Arnoni
Vicente Arnoni (San Paolo, 18 maggio 1907 – ...) è stato un calciatore brasiliano, di ruolo centrocampista o attaccante.
Ala sinistra, ha vestito le maglie di Palestra Itália, Milan e Fluminense. Con la casacca rossonera ha messo a segno 11 gol in 48 presenze in Serie A.